# Тітенков Іван Валерійович
Іван Валерійович Тітенков (рос. Иван Валерьевич Титенков, нар. 7 квітня 1969, м. Москва, РРФСР, СРСР) — російський спортсмен. Президент Міжрегіональної організації «Ашіхара Інтернешнл Карате», чемпіон світу з Ашіхара-карате, п'ятиразовий чемпіон Росії, неодноразовий переможець та призер міжнародних та всеросійських турнірів. Почесний спортивний суддя Росії, тренерська діяльність — понад 20 років. Переможець Кубка світу з ашіхара карате, багаторазовий чемпіон Росії з ашіхара карате, чемпіон Росії з Кьокусінкай карате, чемпіон Росії з Ояма карате. Кандидат у майстри спорту з водного поло. 6 дан (англ. ashihara international) карате. З 2005 року старший інструктор Міжнародної асоціації «мікс файт Tsu-Shin-Gen».

## Біографія
Іван Тітенков — уродженець Москви. Народився 7 квітня 1969 року в родині корінних москвичів.
Іван Тітенков успішно закінчив загальноосвітню школу. З 1987 по 1989 служив у лавах Радянської армії, перший рік у ЦСКА ВМФ, потім в авіації ВМФ (гарнізон «Саки-4» у Новофедорівці Сакського району). У 1993 році закінчив відділення фотографії Московського політехнікуму.
1999 року Іван пройшов підвищення кваліфікації та перепідготовку в Російській державній академії фізичної культури. Одружений. Має талановитих наступників.

## Спортивна кар'єра
Спортивне захоплення Івана східними єдиноборствами почалося в юності, десь у 1979 — 1981 році. У ті роки його рідний старший брат вже серйозно освоював і займався в системі Кекусін карате. Одночасно в ті роки Іван активно тренувався та грав у команді водного поло «Москвич» при АЗЛК. Віддав цьому виду спорту 11 років. Виступав на юнацьких і юніорських змаганнях різного рівня, від чемпіонатів Москви до Першості СРСР. Був і неодноразовим чемпіоном і призером. Отримав звання кандидата в майстри спорту СРСР.
Карате було для нього в той час більше хобі, ніж професійним заняттям. Займаючись водним поло, він з великим інтересом вивчав і базу Кекусін карате, тоді це було єдиним серйозним, контактним та атлетичним карате у Радянському Союзі. Все інше було просто спортивними неконтактними видами гімнастики Ушу.
Йдучи в армію, він ще й не міг припускати, що після служби його юнацьке захоплення переросте в серйозну мету і стане на шлях Будо, з якого не зійде тепер ніколи.
Скорочення спортсменів ЦСКА ВМФ в 1988 році і його травма меніска після армії змусили його припинити заняття водним поло, хоча у нього були непогані перспективи і пропозиції пізніше, оскільки він був двічі визнаний найкращим голкіпером Москви в ті роки.
Але жити без спорту та фізичних навантажень він вже просто не міг. З'явилася якась залежність, і тут йому на допомогу і прийшло юнацьке захоплення карате. Зняття заборони і відкриття федерацій збіглося з поверненням з армії і, навіть не залікувавши до кінця своє коліно, без роздумів став шукати зал і хорошого інструктора. І фортуна посміхнулася йому. Першими професійними інструкторами стали прекрасні і відмінні фахівці в області Кекусін карате, широко відомі як зараз, так і тоді. Це Юрій Павлович Хрєнов і Михайло Анатолійович Ткач. Ці люди і сформували Івана як бійця та майбутнього інструктора. Вже через півроку тренувань під керівництвом цих людей Іван зміг битися на змаганнях, причому досить серйозних.
Звичайно позначилася базова підготовка до армії, він був уже досить скоординований, володіючи як колишній голкіпер відмінною реакцією і почуттям ситуації. З 1990 року напружено працював над собою, регулярно виступаючи на турнірах. Доходило до того, що впродовж року бився на 11-12 турнірах і чемпіонатах, пощастило взяти участь навіть у Другому Кубку СРСР з Кьокусінкай у Москві та Чемпіонаті СРСР в Самарі.
А от із системою Асіхара-карате Іванові допоміг познайомитися більшою мірою Михайло Ткач. У 1991 році був запрошений на перший відкритий семінар Девіда Кука, який є одним з найвідоміших майстрів у світі Будо, і який став піонером у розвитку Асіхара-карате не тільки в Росії, але і в Європі в цілому.
Після двох років наполегливих тренувань карате Іван мав вже ступінь 5 кю. Але семінар з Куком перевернув всередині уявлення про те карате, яким Іван займався до цього. Після цього Іван почав переходити до вивчення нової невідомої техніки, намагаючись не втрачати зв'язків і з Кекусін. Участь у змаганнях обох шкіл вимагало від Івана проведення значної кількості турнірів на рік.
З часом система Асіхара карате стала поглинати Івана все більше і більше, і він практично перестав просуватися в Кекусін карате. Останнім технічним іспитом в Кекусін була атестація на 3 Кю, після чого він втратив будь-який інтерес до вивчення Ката і всієї програми Кекусін карате. Хоча вже набагато пізніше було присвоєно 4 Дан Кекусін Будокан Йоном блюмінг. Але в той час Іван уже мав 5 Дан по Ашіхара Інтернешнл, і це було швидше просто знаком уваги від Канчо блюмінг, який для Івана досі є просто хорошим другом і великим Майстром — Гуру. У Європейській організації Асіхара-карате та організації Асіхара Інтернешнл Карате під керівництвом Девіда Кука Іван пропрацював більше 10 років і досі є офіційним представником цієї школи з 1995 року.
Але ось подальша доля і співпраця з соке Девідом Куком подарувала ще досконалішу систему бойових мистецтв — це змішана Всебічна система бою Тсу Шин Ген.
Це те найкраще, до чого знову довелося прагнути, і ось вже з 2002 року Іван повністю перейшов до вивчення цієї нової системи, почавши розвиток цієї школи вже в декількох Додзьо Москви, і, знайшовши однодумців в регіональних клубах.

## Спортивні досягнення
- 1991 Призер Кубка Чемпіонату СРСР з Кьокусінкай карате.

- 1991 Чемпіон Північного Заходу Росії в Кіокушин Карате.
- 1992 Переможець першості Красноярська в Кіокушин Карате.
- 1992 Приз ер Чемпіонату Росії з Ашіхара карате в Москві.
- 1992 Чемпіон Росії з Ашіхара карате в Самарі.
- 1993 Чемпіон Росії з Ашіхара карате в Самарі.
- 1993 Переможець Міжнародного турніру з російської Кемпо в Києві.
- 1993 Чемпіон Молдови Ашіхара карате в Кишиневі.
- 1993 Переможець турніру Росії Ашіхара карате в Єльці.
- 1994 Чемпіон Москви в Ашіхара карате.
- 1994 Призер Чемпіонату Європи по Ояма-карате в Гаазі, Нідерланди.
- 1994 Переможець Міжнародного турніру по Ашіхара карате, ЦСКА Москва.
- 1994 Чемпіон Москви в Кіокушин Карате IFK.
- 1995 Призер Відкритого Кубка Голландії Ашіхара карате.
- 1996 Чемпіон Росії Ояма карате в Санкт-Петербурзі.
- 1997 Призер Євразійського турніру з карате Ашіхара в Стамбулі, Туреччина.
- 1997 Призер Кубку Твері з Ашіхара карате.
- 1998 Призер турніру Ашіхара карате «Кубок Капітал», Москва.
- 1998 Переможець Кубка Світу з Ашіхара карате у Віборгу, Данія.
- 1998 Призер міжнародного турніру в Ашіхара карате «Кубок Столиці», Москва, ПС «Динамо».
- 1999 Призер Четвертого Кубку Росії з Оямо карате.
- 1999 Призер Чемпіонату Росії з Ашіхара карате в Санкт-Петербурзі.
- 2001 Призер Чемпіонату Росії з Ашіхара карате у Воронежі .
- 2001 Переможець Міжнародного турніру «Кубок Капітал» до 10-річчя Ашіхара карате в Росії, Московське ЦСКА.
- 2001 — 2002 — 2003, призер Кубку світу з карате Ашіхара в Віборгу, Данія.
- 2003 Призер чемпіонату Ашіхара карате в Москві.
- 2006 Призер Чемпіонату Росії з Ашіхара карате в Москві.
- 2007 Чемпіон Москви зі стильового карате в Москві.